# Isidre Serradell
Isidre Serradell (finals s. XVII - principis s. XVIII), fou un prevere, doctor en teologia i catedràtic d'humanitats (retòrica) de la Universitat de Barcelona.

El 4 de gener de 1701 ingressà a l'Acadèmia dels Desconfiats de Barcelona. En la sessió de dita acadèmia del 25 de març de 1703 hi participà amb un epigrama, en llatí, amb el seu proemi, en el que defensava l'honor de la deessa Dinos, "apartant-se de la quimera de Virgili".